# Metaleptyphantes
Metaleptyphantes Locket, 1968 è un genere di ragni appartenente alla famiglia Linyphiidae.

## Distribuzione
Delle diciassette specie oggi note di questo genere, ben sedici sono state rinvenute nell'Africa centrale: la specie dall'areale più vasto è la M. machadoi, reperita in diverse località del Camerun, della Nigeria, del Gabon, dell'Angola, dell'Uganda e della Tanzania. La sola M. kraepelini è un endemismo dell'isola di Giava

## Tassonomia
L'aracnologo Brignoli, in un suo lavoro (1983c) ha ritenuto che la denominazione di questo genere fosse un lapsus per Metalepthyphantes, come la traslitterazione corretta dal greco imporrebbe, ma Locket, nell'istituire il genere e in successive pubblicazioni l'ha sempre indicato come Metaleptyphantes ed è questa la denominazione accettata per valida. L'aracnologo Tanasevitch considera corretta la denominazione Metalepthyphantes
Dal 2010 non sono stati esaminati esemplari di questo genere.
A dicembre 2012, si compone di diciassette specie:
1. Metaleptyphantes bifoliatus Locket, 1968 — Angola
2. Metaleptyphantes cameroonensis Bosmans, 1986 — Camerun
3. Metaleptyphantes carinatus Locket, 1968 — Angola
4. Metaleptyphantes clavator Locket, 1968 — Congo, Angola, Kenya, Tanzania
5. Metaleptyphantes dentiferens Bosmans, 1979 — Kenya
6. Metaleptyphantes dubius Locket & Russell-Smith, 1980 — Nigeria
7. Metaleptyphantes familiaris Jocqué, 1984 — Sudafrica
8. Metaleptyphantes foulfouldei Bosmans, 1986 — Camerun
9. Metaleptyphantes kraepelini (Simon, 1905) — Giava
10. Metaleptyphantes machadoi Locket, 1968[4] — Camerun, Nigeria, Gabon, Angola, Uganda, Tanzania
11. Metaleptyphantes ovatus Scharff, 1990 — Tanzania
12. Metaleptyphantes perexiguus (Simon & Fage, 1922) — Africa, Isole Comore
13. Metaleptyphantes praecipuus Locket, 1968 — Angola, Isole Seychelles
14. Metaleptyphantes triangulatus Holm, 1968 — Congo
15. Metaleptyphantes uncinatus Holm, 1968 — Congo
16. Metaleptyphantes vates Jocqué, 1983 — Gabon
17. Metaleptyphantes vicinus Locket, 1968 — Angola

### Sinonimi
- Metaleptyphantes bicornis Locket & Russell-Smith, 1980; posta in sinonimia con M. machadoi Locket, 1968a seguito di un lavoro degli aracnologi Bosmans & Jocqué del 1983[1].